# Gåsmyrberget
Gåsmyrberget är ett naturreservat i Norbergs kommun i Västmanlands län.
Området är naturskyddat sedan 1946 och är 8 hektar stort. Reservatet omfattar berget med detta namn och består av tallskog med inslag av gran, björk och asp.